# 青山純
青山 純（あおやま じゅん、1957年3月10日 - 2013年12月3日）は、東京都出身のドラマー。

## 概要
スタジオミュージシャンとして様々なミュージシャンと共演し、ライブやツアーのサポートメンバーとしても精力的に活動した。特に1980年代から90年代、山下達郎のレコーディング、ライブ活動でのレギュラードラマーとしての活動が知られている。またロック・ポップス・ジャズなど、ジャンルを超えて幅広く活躍。初期はパール社製、80年代以降は主に独ソナー社製のドラムを用いた。息子の青山英樹、青山友樹（2018年に死去）もそれぞれプロドラマーとして活動している。
2014年1月19日、26日に放送された『山下達郎のサンデー・ソングブック』での青山の追悼特集（下述）の中で、この10年来は健康を害していたため、山下の3時間以上に及ぶライブでの演奏は体力的に難しい状況にあり、メンバーチェンジに至ったことが明かされている。

## 来歴
- 高校時代 - 通っていたヤマハのドラムスクールで藤井章司と出会い、Char・佐藤準・新川博などと知り合う。
- 1975年（昭和50年）頃 - 高校卒業後、兄の友人だった杉真理のバンド（杉真理＆レッド・ストライプス）のレコーディングに参加し、プロとして活動を開始する。
- 1977年（昭和52年）頃 - ベーシスト伊藤広規と知り合い、佐藤博のバックバンドとして活動開始。ハイ・ファイ・セット・杉真理・松任谷由実らのバックバンドを務める。
- 1979年（昭和54年） - THE SQUAREに参加し、渡辺建や仙波清彦と出会う。
- 1979年（昭和54年） - 1983年（昭和58年） - プリズムに参加。
  - この時期より2003年（平成15年）まで継続して、山下達郎のレコーディング・ライブ活動などに参加。
- 1984年（昭和59年） - 仙波清彦率いる「はにわちゃん」「オレカマ軍団」「はにわオールスターズ」などに参加。
- 1987年（昭和62年） - キリング・タイムに加入。
- 1990年（平成2年） - セッションバンドSons & Daughters（後のFUTURE DAYS）結成。
- 1991年（平成3年） - 小川美潮のアルバム「ウレシイの素」共同プロデュース。
- 2000年（平成12年） - この年より2013年（平成25年）までMISIAのライブを継続的にサポート。
- 2002年（平成14年） - 山下達郎のバックバンドで結成されたネルソンスーパープロジェクト名義でアルバム「Nelson Magic」をリリース、山下達郎ツアー中にライブ。
- 2006年（平成18年） - MAMBABOOに加入。
- 2011年（平成23年） - 8月3日に株式会社アトス・インターナショナルからドラム教則DVD『青山純 一つ打ちの真髄』発売。
- 2012年（平成24年） - 12月5日、盟友・伊藤広規とのユニット「A*I」によるセッション音源が2枚組CD『A*I』としてリリース[2]。
- 2013年（平成25年） - 12月3日、肺血栓塞栓症で死去[3][4]。56歳没。

### 死後
- 2014年（平成26年）
  - TOKYO FMの番組『山下達郎のサンデー・ソングブック』で、1月19日[5]、1月26日[6]の2回にわたり「極私的（きょくしてき）青山純 追悼特集」として、山下達郎から見たドラマー青山純の業績を偲ぶ特集が放送された。
  - 1月30日、世田谷区の北沢タウンホールで「青山純さんを送る会」が執り行われた[7]。
  - 4月19日に納骨。墓は家族の希望でソナーのドラムヘッドを模したデザインが採用され、ロゴマークも再現された。墓所の詳細は明らかにされていない[8][9]。
  - 12月20日、BSフジの番組『HIT SONG MAKERS 〜栄光のJ-POP伝説〜』で、「青山純追悼スペシャル」と題して2時間にわたり特集される[10]。息子の青山英樹、青山友樹をはじめ多くのミュージシャンが出演。青山の功績を、彼らのインタビューや演奏を通して振り返った[10]。

## 主な活動

### レコーディング参加
- あ行
  - 亜波根綾乃
  - 安部恭弘
  - 亜蘭知子
  - 五十嵐浩晃
  - 石川セリ
  - 伊豆田洋之
  - 稲垣潤一
  - 井上陽水
  - 今井美樹
  - 岩坂士京
  - 岩崎良美
  - UA
  - 宇都宮隆
  - 宇徳敬子
  - 大江千里
  - 大黒摩季
  - 大沢誉志幸
  - 大滝詠一
  - 大貫妙子
  - 小川美潮
  - 尾崎亜美
  - 織田哲郎
  - おニャン子クラブ
  - 小野正利
- か行
  - 甲斐バンド
  - 甲斐よしひろ
  - 影山ヒロノブ
  - カズン
  - 角松敏生
  - 河合その子
  - 辛島美登里
  - 河内淳一
  - 川添智久
  - 河村隆一
  - KAN
  - 吉川晃司
  - 菊池桃子
  - 北島健二
  - KIX-S
  - Kiroro
  - キース・エマーソン
  - 金月真美
  - 工藤静香
  - 栗林誠一郎
  - 久保田早紀
  - 郷ひろみ
  - 國府田マリ子
  - 小林明子
  - 小比類巻かほる
  - ゴンチチ
  - 近藤房之助
- さ行
  - ZARD
  - 酒井法子
  - 酒井ミキオ
  - 佐久間学
  - 櫻井哲夫
  - 佐藤聖子
  - 佐藤博
  - 沢田研二
  - SunSet Swish
  - 柴田恭兵
  - 柴田淳
  - 陣内大蔵
  - 椎名恵
  - 杉真理
  - 鈴木祥子
  - 鈴木雅之
  - SMAP
  - 関口誠人
  - 反町隆史
- た行
  - 高崎晃
  - 竹内まりや
  - 谷山浩子
  - 種ともこ
  - CHAGE&ASKA
  - TUBE
  - 辻仁成
  - 鶴久政治
  - TM NETWORK
  - 徳永英明
  - ともさかりえ
  - とんねるず
- な行
  - 中島みゆき
  - 中村雅俊
  - 中森明菜
  - 成田昭次
  - 二村敦志
- は行
  - HOUND DOG
  - 橋本一子
  - 林哲司
  - 原田喧太
  - B'z
  - 久松史奈
  - 氷室京介
  - Fayray
  - 福山雅治
  - 藤重政孝
  - 藤谷美和子
  - 藤村美樹
  - 古内東子
  - フランク永井
  - プリンセス プリンセス
  - 布袋寅泰
  - 堀江由衣
  - 本田美奈子.
- ま行
  - MY LITTLE LOVER
  - 前田亘輝
  - 真心ブラザーズ
  - 松岡英明
  - 松田聖子
  - 松任谷由実
  - 松原みき
  - 村松健
  - MISIA
  - 森園勝敏
- や行
  - 矢島美容室
  - 矢野顕子
  - 山下久美子
  - 山下達郎
  - 山本達彦
  - 柳ジョージ
  - 遊佐未森
- ら行
  - Ryu
- わ行
  - WILD STYLE
  - 渡辺満里奈
  - 渡辺美里
  - WANDS

など。

### ライブ参加
- 今井美樹
- 大貫妙子
- 小川美潮
- 尾崎亜美
- 甲斐よしひろ
- 窪田晴男
- ゴンチチ
- 清水靖晃
- JOHN KING
- 竹内まりや
- 徳永英明
- 中島みゆき
- 林明日香
- MISIA
- mink
- 山下達郎
- 遊佐未森
- 吉田拓郎
- 渡辺香津美
- 渡辺美里
- 和田アキラ

など。

### 主な参加ユニット
- FUTURE DAYS - MAC清水・Ma*To・伊藤広規・松下誠・青山純から成る。旧名Sons & Daughters。
- ササジーズ - 笹路正徳・土方隆行・坂井紀雄・青山純から成る。
- A*I. - 伊藤広規とのユニット。
- ネルソンスーパープロジェクト
- MAMBABOO

## DVD
- 教則DVD『青山純 一つ打ちの真髄』（2011年）
- ライヴDVD『青山純Super Sessions feat.今剛×伊藤広規×KAZ南沢×エルトン永田×Mac清水 LIVE!』（2011年）

## CD
- 『JUN AOYAMA Super Sessions feat.KOHKI ITO,KAZ MINAMIZAWA,ELTON NAGATA,TSUYOSHI KON,MAC SHIMIZU LIVE!!』（2012年）